# Geulhemmerberg
Le Geulhemmerberg est un mont du Heuvelland proche de Fauquemont-sur-Gueule dans la province du Limbourg aux Pays-Bas. La Geulhemmerweg qui l'escalade relie le village de Geulhem et celui de Berg.

## Cyclisme
Le mont est parcouru régulièrement par la classique cycliste Amstel Gold Race. Lors de sa première ascension dans la course, elle avait la position 22 et se situait entre le Cauberg et le Bemelerberg (nl).
L'ascension est parcourue au début de la 4e étape du Tour de France Femmes 2024 et franchie en tête par l'Italienne Silvia Persico.